# Glochidion disparipes
Glochidion disparipes är en emblikaväxtart som beskrevs av Airy Shaw. Glochidion disparipes ingår i släktet Glochidion och familjen emblikaväxter. Inga underarter finns listade i Catalogue of Life.